# آهنگ‌های شکلاتی
آهنگ‌های شکلاتی از واپسین نمایشنامه‌های اکبر رادی است که در سال‌های ۱۳۸۲ و ۱۳۸۳ نوشته شد.
این نمایشنامه در تاریخ ۲۴ دی‌ماه ۱۳۹۱ در تالار مولوی به کارگردانی مسعود طیبی به‌روی صحنه رفت.